# Марн (Охајо)
Марн (енгл. Marne) насељено је место без административног статуса у америчкој савезној држави Охајо.

## Демографија
По попису из 2010. године број становника је 783.
| Група             | 2000.    | 2010.       |
| Белци             | 0 (0,0%) | 745 (95,1%) |
| Афроамериканци    | 0 (0,0%) | 5 (0,6%)    |
| Азијати           | 0 (0,0%) | 1 (0,1%)    |
| Хиспаноамериканци | 0 (0,0%) | 17 (2,2%)   |
| Укупно            | 0        | 783         |